# Oda Nobukatsu
Oda Nobukatsu (織田信雄 (Chức Điền Tín Hùng) 1558 - 10 tháng 6 năm 1630) là một samurai Nhật Bản trong thời kỳ Azuchi-Momoyama. Ông là con thứ hai của Oda Nobunaga. Ông đã sống sót sau sự suy sụp của gia tộc Oda, và trở thành một daimyo vào đầu thời Edo.

## Gia tộc Kitabatake
Năm 1570, Nobukatsu trở thành người thừa tự của gia tộc Kitabatake và cưới con gái của cựu lãnh chúa nhà Kitabatake, Tomonori. Thực chất cuộc hôn nhân này là điểu kiện của hòa ước với nhà Oda của nhà Kitabatake. Năm 1575, Nobukatsu chính thức trở thành người đứng đầu gia tộc. Năm sau đó, ông giết cha vợ mình, tống giam lãnh chúa trước đó, và là cha nuôi của ông, và hoàn toàn nắm quyền kiểm soát gia tộc Kitabatake.
Năm 1579, quá mong muốn lập công, Nobukatsu dẫn quân xâm lược Iga, cuối cùng đại bại và bị cha mình khiển trách nặng nề. Hai năm sau, Nobunaga thân chinh dẫn vài chục ngàn quân xâm lược tỉnh này và phá hủy toàn bộ khu vực.

## Cái chết của Nobunaga
Khi Nobunaga và người thừa tự của mình, Nobutada, chết trong Sự kiện chùa Honnō-ji năm 1582, một vấn đề phát sinh là ai sẽ trở thành người đứng đầu gia tộc Oda. Mặc dù em trai của Nobukatsu là Nobutaka có ý định trở thành lãnh chúa mới, nhưng các thuộc tướng lại quyết định chọn đứa con trai mới hai tuổi của Nobutada, Oda Hidenobu. Người ta nói rằng điều này chủ yếu là do Toyotomi Hideyoshi quyết định, và Hideyoshi, Nobukatsu và Nobutaka được bổ nhiệm làm các Nhiếp chính cho lãnh chúa mới. Lúc này, Nobukatsu đổi họ lại thành họ Oda. Và, ông thừa kế tỉnh Mino/tỉnh Owari/tỉnh Ise.

## Sự suy vong của Nobukatsu
Trong những năm tháng hỗn loạn tranh giành quyền thừa tự, Nobukatsu về phe của Hideyoshi để tiêu diệt Nobutaka. Tuy nhiên, mối quan hệ giữa họ nhanh chóng trở thành thù địch, và Nobukatsu liên minh với Tokugawa Ieyasu đánh lại Hideyoshi trong trận Komaki và Nagakute năm 1584.
Sau nửa năm giao chiến, Hideyoshi thuyết phục Nobukatsu ký hòa ước, đề nghị trao cho ông quyền cai trị một lãnh địa. Nobukatsu đồng ý với lời đề nghị này và chính thức trở thành một thuộc tướng của Hideyoshi. Sau đó, ông phục vụ trong cuộc vây hãm Odawara (1590), ông không tuân lệnh của Hideyoshi về việc phải thay đổi lãnh địa của mình, và không chỉ mất đi lãnh địa cũ và còn phải đi tu dưới sự giám sát của các thuộc hạ khác của Hideyoshi. Vài năm sau, cơn giận của Hideyoshi nguôi ngoai và Nobukatsu nhận lại được đất đai của mình.
Ông trở thành người bảo hộ cho Toyotomi Hideyori sau cái chết của Hideyoshi. Tuy nhiên, ông phản bội gia tộc Toyotomi trong cuộc vây hãm Osaka, và đầu hàng Tokugawa Ieyasu. Kết quả là, ông được Mạc phủ Tokugawa cho phép giữ vị trí daimyo.
Mặc dù ông thường được mô tả là một vị tướng bất tài, nhưng ít nhất ông đã sống sót được sau hàng loạt biết thiên chính trị. Sau khi Mạc phủ Tokugawa thành lập, ông trở thành lãnh chúa ở lãnh địa Uda-Matsuyama (ngày nay là quận Nara), và sống an nhàn đến cuối đời.